# Procambarus regiomontanus
El acocil regio, o acocil, o cangrejo de agua dulce (Procambarus regiomontanus) es un crustáceo decápodo de la familia Cambaridae. Es un cangrejo de río pequeño de color azul griscáceo. Es dulceacuícola de hábitat léntico. Es una especie endémica de Nuevo León y Tamaulipas en México, y se encuentra en peligro de extinción (P) en la NOM-059-SEMARNAT-2010 y en peligro crítico (CR) por la Lista Roja de la IUCN.

## Ecología
Los acociles son de hábitos nocturnos; durante la noche deambulan en busca de alimento y para llevar a cabo su reproducción. Durante el día, se resguardan en madrigueras, las cuales pueden ser de construcción simple o compleja. Estas madrigueras, además de brindar refugio y protección, constituyen un ambiente esencial durante las épocas de sequía, y son también el lugar donde las hembras oviponen sus huevos.
Sus hábitos alimenticios son politróficos; su dieta incluye detritos vegetales, plantas y animales vivos, como cladóceros, ostrácodos y ninfas de insectos.

## Estado de conservación
Se encuentra en peligro de extinción por causas como la contaminación, la pérdida de sus hábitats y por la introducción de especies exóticas, como el acocil rojo (Procambarus clarkii).